# Мельченко Олексій Григорович
Олексій Григорович Мельченко (10 травня 1976, Київ, УРСР — 8 жовтня 2024) - український музикант, басист гурту «Воплі Відоплясова» з 2007 до 2017 року.

## Біографія
Народився 10 травня 1976 року в Києві.
В 2007 році стає басистом в рок-гурті Воплі Відоплясова, покинув гурт у травні 2017 року, його місце посів молодий басист із групи Animals Session Микола Усатий.
Помер у віці 48 років.